# Iso-Mansikka
Iso-Mansikka med Kuusilouto i söder är en ö i Finland. Den ligger i Bottenviken och i kommunerna Kalajoki och Karleby i landskapen Norra Österbotten och Mellersta Österbotten, i den nordvästra delen av landet. Ön ligger omkring 140 kilometer sydväst om Uleåborg och omkring 440 kilometer norr om Helsingfors. Landskapsgränsen går emellan vad som antagligen tidigare har varit två öar, så att Iso-Mansikka liger i Norra Österbotten och Kuusilouto i Mellersta Österbotten.
Öns area är 1,1 kvadratkilometer och dess största längd är 2,6 kilometer i nord-sydlig riktning.

## Klimat
Inlandsklimat råder i trakten. Årsmedeltemperaturen i trakten är 0 °C. Den varmaste månaden är juli, då medeltemperaturen är 16 °C, och den kallaste är februari, med −14 °C.